# Bartenbrug ('s-Hertogenbosch)
De Pastoor Bartenbrug, Aabrug of simpelweg Bartenbrug is een betonnen brug met bastions van baksteen over de Aa in 's-Hertogenbosch. De brug verbindt het Hinthamereinde met de Graafseweg. De eerste brug op deze plaats is vermoedelijk gebouwd rond 1540 bij de uitbreiding van de Bossche vestingwerken.
Bij de brug stond vroeger de Hinthamer Poort. Ook waren er twee bolwerken, het Hinthamerbolwerk en het Muntelbolwerk. Bij het Beleg van 's-Hertogenbosch stootte Ernst Casimir op dit verdedigingswerk en verplaatste hij zijn aanval naar de Noordwal. Ook in 1794 werd de aanval van de Fransen hier afgeslagen.

## Sloop en herbouw
Omdat de brug uit 1937 in slechte staat verkeerde, beperkte de gemeente in 2003 de toegang voor vrachtverkeer. Op 16 september besloot de gemeenteraad tot vervanging; na een ontwerpprijsvraag begonnen de voorbereidingen voor het project in 2005. De benodigde investeringen werden opgenomen in het investeringsplan voor 2008. De aanbesteding mislukte en na vertraging kreeg aannemer BAM CIVIEL BV in februari 2012 de opdracht.
Nadat de brug al deels gesloopt was, constateerde de aannemer in juli 2012 dat het definitief ontwerp verborgen verbreken had en stelde hij zich op het standpunt dat de overeengekomen opleverdatum (voor de kerstverkoop van 2012) onhaalbaar was. Om tegemoet te komen aan klachten van plaatselijke ondernemers werd in december 2012 een tijdelijke brug aangelegd. ARUP, de maker van het Definitief Ontwerp, en ingenieursbureau Royal Haskoning, de maker van het bestek, werden door de gemeente aansprakelijk gesteld. Omdat de totale bouwkosten opliepen tot vijf miljoen euro, zegde de raad eind augustus 2013 het vertrouwen op in verantwoordelijk wethouder Ruud Schouten van GroenLinks. De gemeente bekeek naar aanleiding van de ontstane impasse enkele alternatieven voor een nieuwe Bartenbrug, die technisch minder veeleisend waren, maar concludeerde dat deze aanzienlijke nadelen hadden of nauwelijks financieel voordeel gaven. Uiteindelijk kreeg Grontmij NV de opdracht om het werk van ARUP over te doen. Bij de evaluatie van dit project in 2020 bleek, dat er in totaal 12 miljoen Euro is besteed aan ontwerpkosten, sloop, een tijdelijke brug, compensatie voor ondernemers in de buurt van de brug en de bouwkosten voor de uiteindelijke brug. 